# فیزیک مواد
فیزیک مواد به کاربری فیزیک در تعریف مواد از جهات مختلف مانند نیرو، حرارت، نور و مکانیک گفته می‌شود. این موضوع، ترکیبی از دانش‌های فیزیک مانند شیمی، مکانیک جامدات و فیزیک حالت جامد است.